# Pieni Vasaluoma
Pieni Vasaluoma och Iso Vasaluoma, eller Vasaluomat är sjöar i Finland. De ligger i kommunen Kuusamo i landskapet Norra Österbotten, i den nordöstra delen av landet, 700 km norr om huvudstaden Helsingfors. Vasaluomat ligger 262,5 meter över havet. Arean är 32,4 hektar och strandlinjen är 3,18 kilometer lång. Sjön  ingår i Koundaälvens huvudavrinningsområde. 